# Dodonaea coriacea
Dodonaea coriacea (Ewart & O.B.Davies) McGill.  är en kinesträdsväxt.
Dodonaea coriacea ingår i släktet Dodonaea och familjen kinesträdsväxter. 
Inga underarter finns listade i Catalogue of Life.

## Beskrivning
Dodonaea coriacea är en 0,3 — 1,5 m hög buske.
Frukten är en kapsel med pappersliknande vingar.
Pollenkorn, stark förstoring

## Habitat

Northern Territory

Queensland

Western Australia

- Centrala delen av Northern Territory
- Västra delen av Queensland (Eremaean Province, Northern Province)
- Norra delen av Western Australia

## Biotop
Sandig mark av ökentyp.